# 泰和县历史
泰和县位于江西省中南部，赣江中游，现隶属于地级吉安市。泰和县正式建制于汉末兴平元年（194年），古称西昌县，“泰和”之名则始于隋开皇十一年（591年）。历史上，泰和县辖境时有扩张与缩小，最大时包括了现整个吉安市南部。但县治几乎总在方圆数里的一个小范围内迁移，核心区域始终未有变化。经多次析置后，到北宋中期，县境基本上稳定下来。泰和县所在的吉泰盆地，天然地形成一个大小适度的独立地理单元，自汉末在吉泰盆地置庐陵郡以来，泰和县绝大多数时期隶属于庐陵郡及其继承者——吉州、吉安府等。因此，关于泰和县的历史，无论文化、建制、重大历史事件，均与整个吉安地区息息相关。

## 先秦与秦汉时期
根据目前的考古发现，泰和县境内可证实的历史可追溯到三千多年前的西周时期。春秋战国时期，泰和县境先后属吴、越、楚，秦代则属九江郡。两汉时地属庐陵县，为豫章郡十八县之一，庐陵县治位于今泰和县城西南三公里处的白口城。

## 汉末至南北朝时期
东汉末兴平元年（194年），孙策分豫章郡置庐陵郡，并析置西昌县为庐陵郡治，治所仍位于白口城。一般认为此为建县之始。
三国吴末，析西昌置东昌县。晋太康元年（280年），庐陵郡迁治石阳县（今吉水县东北10公里）。
魏晋时期，因北方战乱，人口大规模南迁，带来了当时北方较先进的农耕技术，吉泰盆地赣江河谷地区的农业生产进入持续发展时期，泰和亦逐渐成为重要的农业区域。
在南朝梁末期的侯景之乱中，西昌成为陈霸先北上时的战场之一。大宝元年（550年），陈霸先自岭南引兵北上，进驻南康。高州刺史李迁仕顺赣江而上，进击陈霸先。陈霸先派遣杜僧明据白口城加固城墙抵御，李迁仕则于其东面筑古城相对。次年，杜僧明攻破古城，俘虏李迁仕，扫清了陈霸先北上的障碍。
南朝陈时，撤西昌县，但目前尚无史料记载被并入何县。

## 隋唐五代时期
隋开皇九年（589年），南陈灭亡，隋复置西昌县。开皇十年，废西昌、东昌、遂兴、永新等县，设安丰县。次年安丰县以“地产嘉禾，和气所生”而更名泰和县，属吉州（隋唐之际数次改为庐陵郡）。大业八年（612年），迁县治于西昌故城。隋末天下大乱，616年，鄱阳林士弘攻占泰和县城，将泰和纳入其割据势力范围。
唐武德五年（622年）十月，唐军攻占吉安，林士弘降唐，泰和被升为南平州，领泰和、永新、广兴、东昌四县。武德八年废州改为太和县（改“泰”为“太”），县境从而扩大到现地级吉安市整个南部，包括今泰和县、永新县、遂川县、万安县、井冈山市全部以及莲花县（属地级萍乡市）、吉安县的一部分，为历史上幅员最广之时。显庆时，析太和复置永新县。乾元三年（760年），县治迁于白下驿（即今县城）。
南唐保大元年（943年），析太和龙泉、光化、遂兴、禾蜀四乡之地置龙泉场，后升为县（即今遂川县）。

## 宋元时期
两宋时太和县属吉州庐陵郡。熙宁四年（1071年），析龙泉置万安县，同时割太和诚信乡六堡以补充。元祐七年（1092年）再割高行乡三堡隶永新县。此后历元、明、清及民国共900余年，泰和境域一直未有较大变动。南宋德祐元年（1275年），元军攻占太和。景炎二年（1277）七月，文天祥率军收复太和等吉州四县，但在元军主力的进攻下，八月即败退。
元元贞元年（1295年），太和县升为州。在元末战争中，泰和于1358年被陈友谅军熊天瑞部攻占。1365年，朱元璋遗常遇春平定太和。

## 明朝

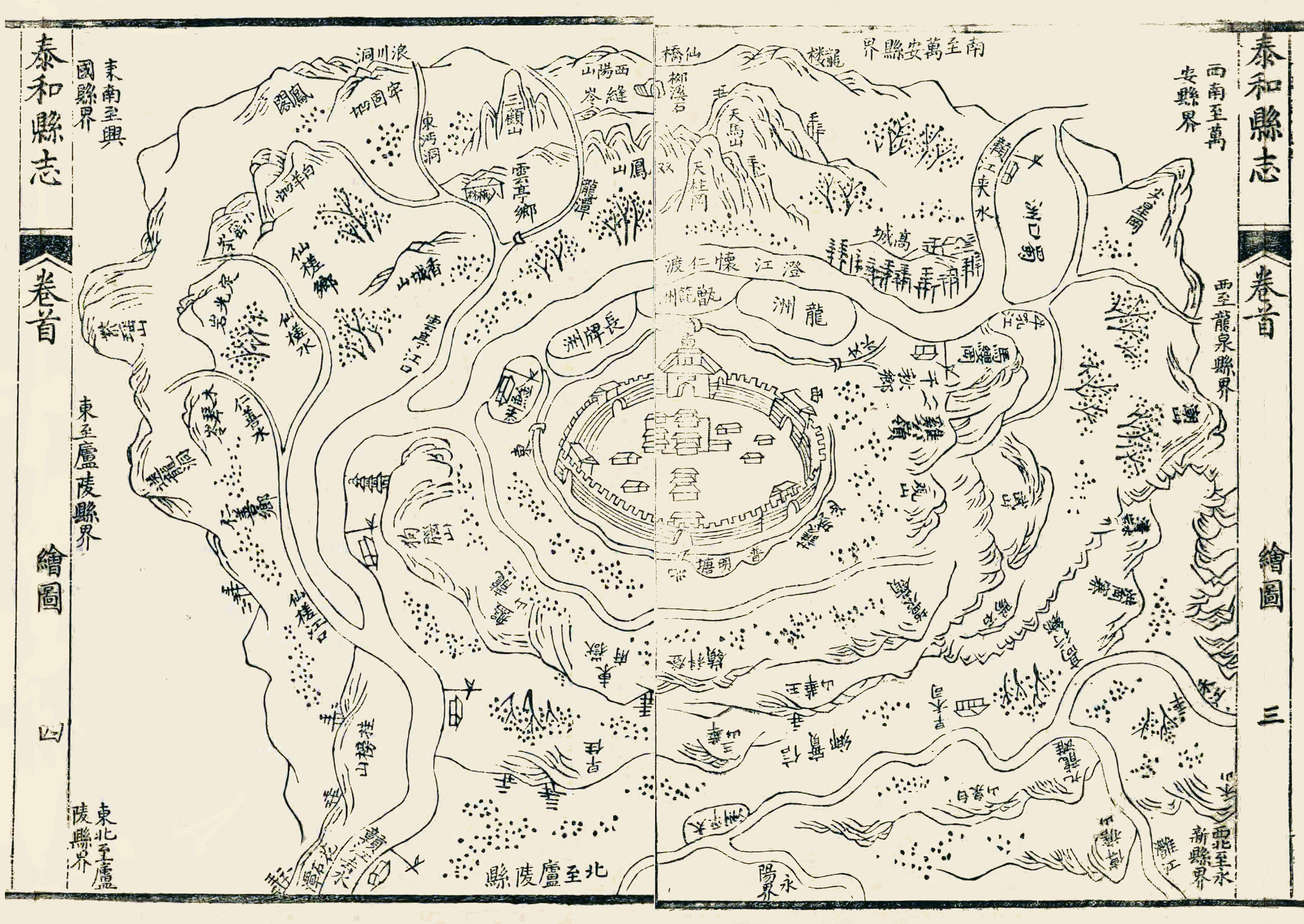
明清时期泰和县境全图，上方朝南，道光版县志载

明洪武二年（1369年），废太和州，恢复为泰和县（改太为泰），属吉安府。
随着江西（尤其是吉安府）在明朝政治和文化舞台上的强势崛起，泰和县作为其中的佼佼者，亦进入其历史上最鼎盛的时期。在政治上，杨士奇布衣拜相，成为明初著名的政治家，历建文、永乐、洪熙、宣德、正统五朝，自永樂初年開文淵閣起即为内阁大学士，任职达四十多年直至病逝，对明代的政治产生了深远的影响。继杨士奇之后，状元陳循亦入阁为内阁首辅。而官至六部尚书的泰和人还有刘崧、王直、萧镃、罗钦顺、尹直、萧彦祥、欧阳德、郭子章等。
在文艺和学术上，泰和县亦在明朝历史上占据显赫的位置。刘崧是明初江右诗派的代表人物；杨士奇则开创了台阁体之文风；梁潜为《永乐大典》代总裁；著名哲学家罗钦顺被尊为一代大儒，从祀孔庙，为东庑先儒之一；郭诩为明朝画坛一代名家；郭子章则在经、史、地理、医学等领域均有卓然贡献；泰和县历史上的三名状元（陳循、曾鶴齡、曾彥）亦全部出自明朝。

## 清朝
清朝沿袭明制，泰和县仍属吉安府。

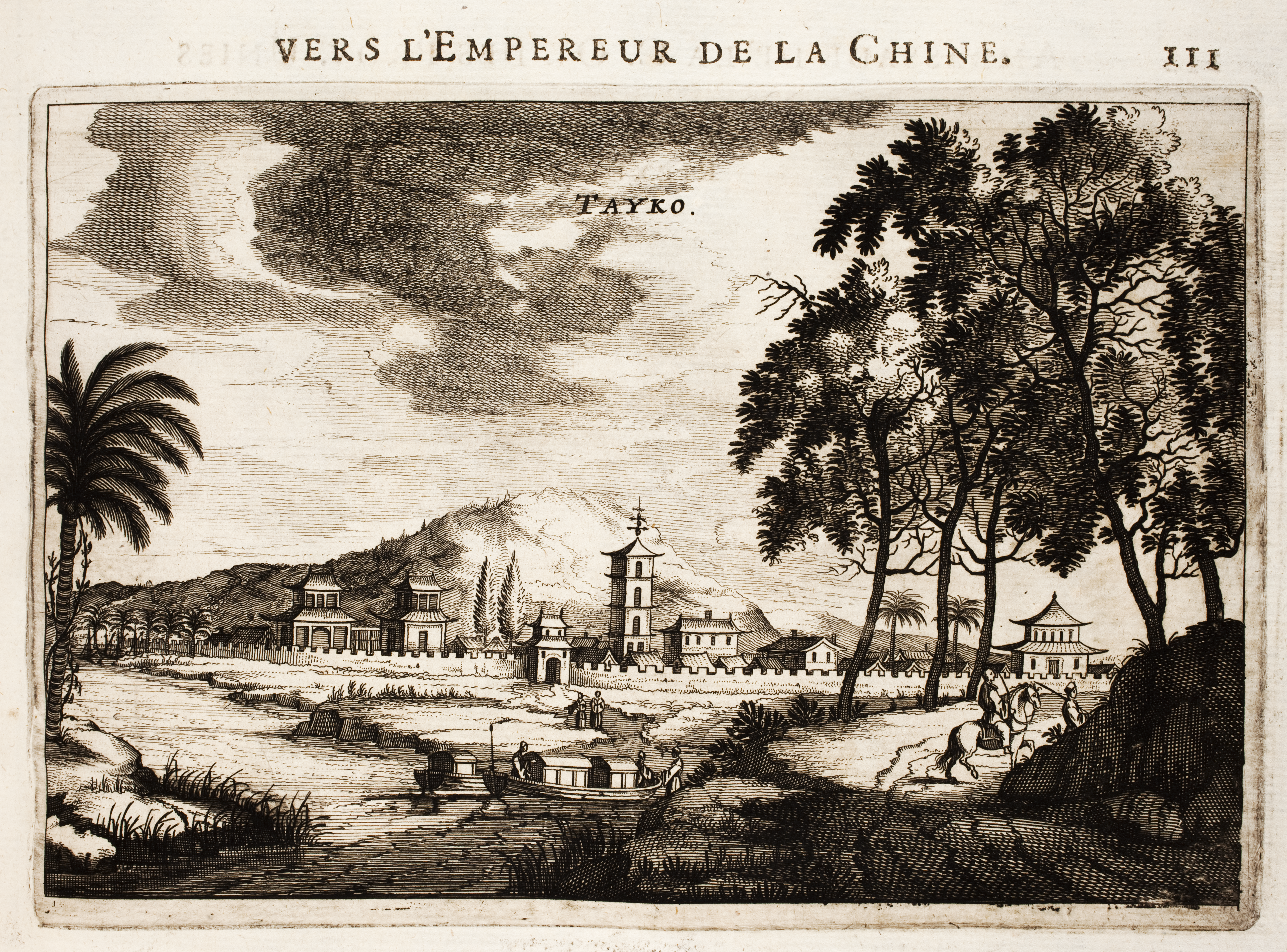
荷兰人约翰·纽霍夫在1665年所画的泰和风景图

明朝时期泰和的人文盛况未能延续到清朝，在整个清朝，跟随江西文化以至庐陵文化的衰落，泰和县在政治和文化上亦泛陈可述，在全国性舞台上鲜见泰和人的踪影。但数百年的和平和得天独厚的农业环境，使泰和县的人口在19世纪中叶达到历史上的顶峰，1851年已达58.38万人。
清朝后期，泰和县在太平天国战争中被双方反复争夺，遭受重创，人口损失巨大，经济上也一落千丈，开始沦为落后地区之一。

## 民国时期
民国时期，南北交通大动脉转移到湖广一带，泰和县所处的吉泰盆地遂成为偏远地区，经济上进一步下滑。东西部山区的极度贫穷状况以及民国的腐败政治导致当地农民在二三十年代随工农红军揭杆而起，从1927年11月暴发的三十都暴动起，白云山、老营盘、碧江洲等地区先后成为国共两党数次围剿和反围剿的中心战场之一，县城亦曾多次被红军攻占，再加上此后两党内部多次的清洗，泰和县继太平天国战争之后再次遭受重创，至1936年全县人口仅余18.78万人。
民国28年（1939年），因日军侵占南昌，江西省政府及各其各部门南迁至泰和城西的上田（现属县城澄江镇），泰和县成为抗日战争时期的临时省会，繁华一时，同时亦成为日机轰炸的重点。1945年1月江西省政府再迁宁都县，直至8月日本投降才回迁南昌。

## 中华人民共和国
1949年7月28日，中国人民解放军进驻泰和，成立了泰和县人民政府，隶属于吉安专区（后改为吉安地区、吉安市）。
建国初期，泰和县与全国一样，在农业方面实行了土地改革，农业生产迅速恢复；在工商业方面，先后创建了门类比较齐全的全民所有制企业，但规模都比较小。自50年代后期起，先后经历大炼钢铁、文化大革命等政治运动，经济发展缓慢、环境破坏严重，同时亦由于被定位于农业县，城市化进程几乎停滞。长期的农业社会结构以及近代以来相对封闭的交通条件，使泰和未能跟上现代工商业的发展，在改革开放后亦未及时调整经济结构，人均收入仍旧远低于全国平均水平，目前仍是一个以农业为主的县。
20世纪90年代末开始，吉安市的交通进入大发展时期，泰和县作为区域交通中心、市域副中心城市，迅速构建起包括铁路、高速公路和机场在内的现代交通网络，成为赣中的交通枢纽。以此有力的条件为支撑，近几年工商业开始呈现加速增长的趋势。

### 附：中华人民共和国成立后历任泰和县领导人
| 中共泰和县委书记 - 石峰 1949年7月-1952年2月 - 刘鸿锡 1952年2月-1952年10月 （代） - 何中心 1952年10月-1953年3月 - 梁建国 1953年4月-1954年5月 （第一书记） - 高鲁群 1954年5月-1956年5月 （第一书记） - 张家义 1956年6月-1957年2月 - 侯吉华 1958年2月-1959年11月 - 寇育彬 1959年11月-1966年7月 - 刘步山 1966年8月-1975年9月 - 徐紫风 1975年9月-1981年5月 - 刘学渊 1981年5月-1985年7月 - 刘光莹 1985年7月-1986年5月 - 刘多凯 1986年6月-1990年1月 - 郭荣腊 1990年1月-1992年3月 - 陈作善 1992年3月-1994年4月 - 刘兴隆 1994年4月-1996年12月 - 邱卫东 1996年12月-2000年8月 - 吴敏 2000年9月-2002年3月 - 曾富善 2002年6月-2006年6月 - 刘连根 2006年6月-2007年4月 - 邓近有 2007年4月-（现任） | 泰和县县长 - 刘诚 1949年7月-1949年11月 - 邓寿峰 1951年11月-1953年7月 - 朱荣辉 1953年9月-1954年6月 - 蔡明亮 1954年6月-1958年5月 - 曲义庭 1958年5月-1963年10月 - 高永昌 1963年10月-1966年4月 - 杜冶 1966年4月-1967年1月 - 刘步山 1968年3月-1975年9月 （革委会主任） - 徐紫风 1975年9月-1981年5月 （革委会主任） - 王建国 1981年5月-1983年11月 - 刘多凯 1984年3月-1986年6月 - 郭荣腊 1986年9月-1990年4月 - 刘兴隆 1990年4月-1994年5月 - 邱卫东 1994年5月-1996年12月 - 吴敏 1996年12月-2000年9月 - 刘连根 2000年12月-2006年6月 - 廖晓军 2006年6月-（现任） |